# باطن الإسفنج
باطن الإسفنج (بالإنجليزية: Spongocoel)‏، هو تركيب تشريحي في الاسفنجيات يحتوي على جدران مزودة بمئات من المسامات تسمح بمرور الماء إلى داخل الإسفنج ويحتوي على نهايته فتحة كبيرة تُسمى الفويهة تمرر الماء إلى الخارج.